# Massacre en dentelles
Pour plus de détails, voir Fiche technique et Distribution.
Massacre en dentelles est un film français d'André Hunebelle, sorti en 1952.

## Synopsis
Grand reporter à "Paris-Matin", le désinvolte et séduisant Georges Masse est un homme couvert de femmes. Il interrompt ses vacances pour éliminer une bande de gangsters opérant sur la Lagune de Venise. Aidé du gaffeur mais fidèle P'tit-Louis, il démasque successivement l'énigmatique Sophocle Zélos et Alessandro Cassidi, époux trop âgé de la troublante Clara qui meurt dans ses bras. Il ne reste plus à Masse qu'à poursuivre ses vacances avec l'adorable commissaire de police Thérésa Larsen.

## Fiche technique
- Titre original : Massacre en dentelles
- Autre titre : Une aventure de Georges Masse à Venise
- Réalisation : André Hunebelle
- Assistants : Jacques Garcia, Jean Bacqué
- Scénario : Michel Audiard
- Dialogues : Michel Audiard
- Décors : Lucien Carré, assisté de Jean Galland
- Costumes : robes de Jeanne Lafaurie et Marcelle Desvignes, chapeaux de Gilbert Orcel
- Photographie : Marcel Grignon
- Opérateur : Billy Villerbue, assisté de Raymond Le Moigne et Marcel Gilot (optique Angénieux)
- Son : René-Christian Forget, Louis Guilbot (recorder)et Guy Maillet (perchman)
- Accessoiristes : François Suné, Edouard Duval
- Montage : Jean Feyte, assisté de Jacqueline Givord
- Script-girl : Madeleine Lefèvre
- Ensemblier : Roger Bar
- Maquillage : Marcel Rey,  Odette Rey
- Habilleuses : Andrée Guilbort, Irène Brangard
- Musique : Jean Marion
- Secrétaire de production : Charlotte Choquert
- Administrateur de production : René Thévenet
- Photographe de plateau : Guy André
- Chargé de presse : Jean-Claude Labat
- Directeur de production: Paul Cadéac
- Régisseur général : Roger Boulais
- Production : Adrien Remaugé, Pierre Cabaud, André Hunebelle
- Sociétés de production : Production Artistique et Cinématographique, Pathé Films
- Société de distribution : Pathé Consortium Cinéma
- Pays d'origine :  France
- Langue originale : français
- Tournage du 13 août au 9 octobre 1951, dans les studios Franstudio (Saint-Maurice)
- Format : Noir et blanc - 1,37:1 - 35 mm - Son mono (Système Sonore Western-Electric)
- Genre : comédie policière
- Tirage : Laboratoire G.T.C
- Durée : 97 minutes
- Dates de sortie :
  - France : 22 janvier 1952 (Présentation corporative au Cinéma Marignan, Paris), en salles : 12 mars 1952
- Visa d'exploitation : 11492

## Distribution
- Raymond Rouleau : Georges Masse, le journaliste détective
- John Kitzmiller : Rocky Sadler, un chef de bande sur la lagune, ennemi de Zélos
- Anne Vernon : le commissaire spécial Thérésa Larsen, chargée d'enquête de l'Office International d'Investigations
- Tilda Thamar : Clara Cassidi, la femme du constructeur automobile
- Bernard Lajarrige : P'tit-Louis, le photographe et complice de Georges
- Jacques Dynam : Pablo le Bègue, l'homme de main bègue de Sophocle
- Georges Chamarat : Alessandro Cassidi, le constructeur automobile, le mari paralysé de Clara
- Maurice Teynac : Sophocle Zélos, un chef de bande sur la lagune
- Monique Darbaud : Nora Cassidi, la nièce d'Alessandro, qui essaie ses voitures et joue du revolver
- Robert Vattier : le baron Arsène de Loubiac, un ami de Georges
- Louis Bugette : Carlos, un homme de main de Sophocle
- Anne-Marie Duvernay : La secrétaire de l'agence
- Lud Germain : Sam Barnett, un homme de main de Rocky, ennemi de Zélos
- Monique Aïssata : Petite Lisette, une danseuse de cabaret, maîtresse de Sam
- Charles Bouillaud : un journaliste
- Henri Niel : un serveur et employé du Triana-Club
- Jack Ary : un danseur
- Marc Arian : un danseur
- Marius Gaidon : un serveur du Triana-Club
- Henry Laverne
- Jean-Louis Allibert
- Paul Clérouc
- Claude Garbe
- Tania Soucault
- René Brun
- Harry-Max

## Autour du film
- Le personnage de Georges Masse apparaît dans deux autres films d'André Hunebelle : Mission à Tanger (en 1949) et Méfiez-vous des blondes (en 1950), à chaque fois interprété par Raymond Rouleau